# اسولاندا دورل
اسولاندا دورل (انگلیسی: Scholanda Dorrell؛ زادهٔ ۹ ژانویهٔ ۱۹۸۳) بازیکن بسکتبال اهل ایالات متحده آمریکا است.